# M90 (каска)
М-90 (M90) — иракская общевойсковая каска из пластика, выпуск которой был начат в конце 1980-х как более дешёвой версии шлема М80.

## Описание
Шлемы M90, выпускавшиеся для нужд армии Ирака и Республиканской гвардии, были впервые замечены в 1988 году и использовались, в частности, во время войны в Персидском заливе и до 2003 года. Данные шлемы не использовались так же широко, как M80.

Первые произведенные M90 были изготовлены из зеленого пластика. M90 первой производственной серии были склонны к расщеплению ободка шлема, поэтому для предотвращения этого, в новой партии шлемов в конструкцию был добавлен резиновый обод. Партия шлемов с добавленным резиновым ободом имела коричневую окраску.
В общем, M90 является самым дешевым шлемом и наихудшим по качеству из всех типов касок, применявшихся в иракской армии времён Саддама Хусейна. М90 заметно тоньше своего предшественника и имеет 2 типа лямок. Ремни типа «О», которые были разработаны в стиле подшлемников американских М1 времен Второй мировой войны, и ремешки типа «Х», которые имеют тот же дизайн, что и ремешки шлема М80 и подшлемники М1 времен Вьетнамской войны.

## Варианты
Шлемы М90 имели очень большое количество вариаций. Достоверно известно, что произведённые из зелёного пластмасса и не имеющие предотвращающих раскалывание резиновых ободков шлемы относятся к первой производственной партии. Эти шлемы обладали так же маркировкой на куполе, идентичной таковой у шлема М80. Остальные варианты отличаются креплениями лямок, расположением заклёпок, цветом применявшегося при изготовлении пластика и качеством изготовления. Самые небрежно изготовленные и наиболее хрупкие каски были изготовлены в период 1990-х, когда Ирак оказался под международным эмбарго.

## Страны-эксплуатанты
- Ирак

В ходе войны в Персидском заливе и войны в Ираке некоторое количество касок этого типа было вывезено из страны военнослужащими коалиционных войск в качестве трофеев или сувениров.